# Sydia Reyes
Sydia Reyes (Caracas, 13 de septiembre de 1957) es una artista plástica y escultora venezolana que se ha encargado de explorar las dimensiones y las diferentes formas espaciales por medio de la escultura. Su obra abarca desde dimensiones monumentales hasta figuras, instalaciones y composiciones audiovisuales para la exposición en interiores. Ha sido reconocida con múltiples premios nacionales e internacionales tales como el Premio Encuentro Internacional de Escultura (Arte Público), Alcaldía Fuzhou, China (2015) y el Primer Premio, Bienal Nacional de Arte de Puerto La Cruz, Venezuela (1993).

## Biografía
Nace el 13 de septiembre de 1957 en Caracas en la clínica Razetti. Sus inicios en el arte comienzan en la niñez, iniciándose como discípula del pintor Pascual Navarro. Durante este período de enseñanza, Reyes aprendió a dominar las líneas, las sombras y otros elementos que competen a las artes plásticas. En este tiempo conoció los trabajos de Renoir, Rrembandt, Cézanne, Picasso y Reverón.  
Cuando Sydia comienza sus estudios de Educación Media le es prohibido por su padre volver a las clases de arte, pues esto la había llevado a bajar su rendimiento académico. Sin embargo, cuando ella culmina sus estudios de Educación Media se casa y se va a vivir a Puerto la Cruz; en ese momento comienza su búsqueda profesional en la Universidad de Oriente de Venezuela. No obstante, gracias al señalamiento de una amiga, comienza a cursar estudios con el artista Pedro Báez en la Escuela de Arte Armando Reverón. Así, Sydia completó su formación artística en 1987.
Sydia Reyes comienza en esa escuela de arte con el dibujo, pero luego comienza a experimentar con distintas técnicas. Asimismo, también asiste y completa sus estudios en el taller de Pedro Barreto (1987), donde aprendió a tallar madera. Más adelante completó sus estudios en Gerencia Cultural en Artes en la Fundación Polar (1992-1993), Escenografía en el Teatro Teresa Carreño (1993) y en el Cité Des Art, Artist’s Studio (París, 2000). Desde el año 2000 reside en la ciudad de Chicago.
Por otro lado, su actividad expositiva comenzó en 1989, participando en la I Bienal Nacional en el Museo de Bellas Artes de Caracas. Para 1990, la artista fija el tema central de su obra en lo urbano y ya para 1991 condujo sus obras a la tridimensionalidad, presentando esculturas en un formato amplio y, además, a través de la videoinstalación.   
Durante años continuó una trayectoria exitosa investigando y presentándose en convocatorias. Obtuvo un premio por parte de la Universidad de Carabobo en el Salón Arturo Michelena. En 1992 ganó el premio de Adquisición en el Trienal Internacional de Japón con una escultura de hierro que interpretaba un alcantarillado de rejillas. En 1994 hizo uso de su obra artística para denunciar las injusticias sociales (niños sin hogar que dormían en los alcantarillados).
En 1996 participó en el Salón nacional de Arte en Aragua donde obtuvo el primer premio con una instalación de acero y ramas de árboles, indicando de esta manera su interés por el tema ecológico. Ya para 1998 Reyes recibió un premio por parte de la Unesco y la AICA en la Bienal Internacional de El Cairo y ese mismo año ganó el Primer Premio del concurso internacional de Escultura en Francia. 
Reyes también ha dictado múltiples talleres para niños en diversas comunidades de Venezuela y Brasil. A lo largo de su vida como artista ha expuesto su obra en Venezuela, Alemania, Cuba, Canadá, México, Italia y Grecia. La colección de esta autora está presente en el Banco Central de Venezuela, la Colección Mercantil, la Colección de la Galería de Arte Nacional en el Museo Alejandro Otero y asimismo en el Museo de Arte Contemporáneo de Caracas, así como el Museo de Arte Moderno de Osaka, Japón.

### Labor docente
Ha dado clases de escultura en la Escuela de Artes Plásticas Armando Reverón (1990) y también ha impartido talleres de escultura entre el año 90 y 92 (CONAC, Caracas y Barquisimeto). Otorgó talleres de arte y creatividad para niños y trabajadores en Venezuela, Brasil (1993-1995) y Estados Unidos (2005-2006). Asimismo, realizó talleres para escultura a gran escala en la ciudad de Puerto Ordaz (1994) y de Arte en el Museo de Arte Moderno (Mérida, 1994-1996).

## Estilo
Su obra y compromiso destacan gracias a su interés por lo urbano. Sirviéndose de este elemento, la autora utiliza el hierro y el acero como materiales representativos de la ciudad. De esta manera, las rejillas, alcantarillados y vigas se manifiestan como elementos que construyen la cotidianidad urbana. Reyes intenta esbozar en su obra una reflexión acerca de nuestro entorno en relación con lo exterior. En este sentido, su estudio geométrico y escultórico la ha llevado a edificar una metáfora de la vida en la ciudad donde puntualiza los aspectos sociales y conceptuales del entorno social. 
En su obra se percibe una carencia del ser, la falta del sentido de la vida, un "no-lugar" el cual habitan marginados de la sociedad que sin más han construido un espacio de convergencia convirtiendo este espacio, los no-hogares, en sus hogares. La obra representa esta desigualdad social presente en las calles y la miseria social.
También podemos destacar su interés por el aspecto ecológico. De igual forma, esta artista ha concentrado su atención en el abstraccionismo. 

## Obra[8]
Esculturas
- Cantar de orilla. Hierro oxidado. Dimensiones: 2.35 x 1.60 x 1.00m. 1991.
- Reflexión. Hierro soldado. Dimensiones: 180 x 2.10 x 0.75m. 1991.
- Seguiremos caminando después. Hierro soldado. Dimensiones: 3.15 x 1.10 x 1.43m. 1991.
- Zic-Zac Tiempo. Hierro soldado. Dimensiones: 5.75 x 1.10 x 0.90m. 1991.
- Sellada II. Concreto y hierro soldado. Dimensiones: 1.65 x 1.00 x 0.40m. 1992.
- En Doblez. Hierro soldado. Dimensiones: 250 x 2.50 x 1.00m. 1994.
- Consecuencia. Hierro soldado. Dimensiones: 1.40 x 1.80 x 0.40m. 1997.
- Maletín Urbano. Concreto y hierro. 1997.
- Descarriado Serie. Hierro, madera y plexiglass. Dimensiones: 25 x 25 x 150m. 1997.
- Guillotina. Madera. Dimensiones: 270 x 60 x70cm. 1998
- Puvis Urbano. Madera y hierro. Dimensiones: 30 x 30 x 28cm. 1998.
- Fractio Panis 33. 33 fragmentos de pan con hierro. Dimensiones variables. 2008.
- Abalorios. Hierro. Dimensiones: 2.00 x 1.00 x 1.00 m. 2009.
- Crest and Thoughts I. Hierro pintado. Dimensiones: 450 x 100 x 40 cm. 2010.
- Crest and Thoughts III. Hierro pintado. Dimensiones: 500 x 200 x 100 cm. 2010.
- Hello G I. Acero inoxidable. Dimensiones: 100 x 130 x 78 cm. 2011.
- Hello G II. Acero inoxidable. Dimensiones: 100 x 130 x 78 cm. 2011.
- Endorsed. Hierro pintado. Dimensiones: 140 de diámetro x 50 cm de alto. 2013.
- Soltando Amarras. Hierro pintado. Dimensiones: 72 x 12 x 30 cm. 2013.
- Atando Cabos III. Hierro pintado. Dimensiones: 79 x 21 x 16 pulgadas. 2013.
- Miles Away. Acero inoxidable. Dimensiones: 100 x 103 x 33 cm. 2016.
- Multiversos. Acero inoxidable. Dimensiones: 40 y 70 cm de diámetro. 2016
- Awareness. Acero inoxidable. Dimensiones: 180 x 180 x 58 cm. 2017.
- Multiversos. Acero. Dimensiones: 200 cm de diámetro. 2017.
- Tramas. Acero inoxidable. Dimensiones: 140 x 140 x 20 cm. 2017.
- Boceto para un bosque vacío. Acero inoxidable. Dimensiones: 240 x 240 x 50 m. 2017.
- Deep. Impreso en seda-dopiobello. Dimensiones: 200 x 200 x 200 cm. 2017.
- Tying the end. Acero inoxidable. Dimensiones: 200 x 117 x 158 cm. 2017.
- Dance of the auroras. Acero inocidable. Dimensiones: 105 x 139 x 70 cm. 2017.

Arte público
- En doblez. Hierro soldado. 5.00 x 4.00 x 1.60 m. 1988.
- En secado. Hierro soldado. Dimensiones: 3.50 x 2.20 x 1.80 m. 1993.
- Santuario Cruz de mayo. Hierro. Dimensiones: 3.50 x 3.20 x 1.30 m. 1994.
- Zic Zac Tiempo II. Hierro soldado. Dimensiones: 11.00 x 4.00 x 6.00 m. 1996.
- En doblez. Hierro soldado. Dimensiones: 3.00 x 2.00 x 1.00 m. 1996.
- Descarriado. Acero inoxidable. Dimensiones: 5.00 x 11.00 x 4.00 m. 1996.
- Sin título. Nieve. Dimensiones: 350 x 4.00 x 2.99 m. 1998.
- Árbol de hierro. Hierro y concreto. Dimensiones: 5.60 x 2.20 x 3.50 m. 1997.
- Descarriado. Acero inoxidable y hierro. Dimensiones. Dimensiones: 3.80 x 2.90 x 120 m. 2004.
- Boceto para un Bosque I. Acero inoxidable. Dimensiones: 350 x 270 x 60 cm. 2001.
- Boceto para un Bosque II. Acero inoxidable. Dimensiones: 4.00 x 3.70 x 0.50 m. 2005.
- Boceto para un Bosque III. Acero inoxidable. Dimensiones: 5.00 x 280 x 0.500 m. S.f.
- Boceto para un Bosque IV. Acero inoxidable y concreto. Dimensiones: 700 x 700 x 280 m. 2010.
- Lazo para la humanidad. Acero inoxidable y luces  LED. Dimensiones: 420 x 0.90 x 230 m. 2012.
- Boceto para un Bosque IV. Acero inoxidable, concreto, policarbonato, acrílico e iluminación LED. Dimensiones: 970 x 520 x 970 m. 2013.
- Multiversos I. Acero inoxidable. Dimensiones: 2.50 m de diámetro. 2013.
- Multiversos III. Acero inoxidable. Dimensiones: 5.00 m de diámetro. 2014.

Instalaciones
- Corrimiento. Hierro soldado y pintado. Dimensiones: 225 x 80 x 117 cm. 1991.
- Lo de arriba y lo de abajo. Hierro y guayas. Dimensiones: 7 piezas 1.30 x 1.00 x 0.15 m. 1991.
- Espejismo de los tiempos. Hierro soldado, video proyección, arena y guayas. 1991.
- Absoluto sueño urbano. Hierro, concreto y periódico. Dimensiones: 200 x 190 x 40 cm. 1993.
- Desalmados. Tronco, arcilla, hierro y guaya. Dimensiones variables. 1995.
- Barra de América. Arcilla, caja de madera, spray fosforescente. 2001.
- Del otro lado del espejo. Hierro y monitor con video. Dimensiones: 270 x 100 x 390.
- Refugio?. Hierro soldado. Dimensiones: 0.90 x 1.70 x 1.70 m. 1995.
- Número 1790. Hierro, hojas y tronco. Medidas: 3.90 x 2.40 x1.00 m. 1995.
- Cantar del cacao. Madera, cacao natural y grabación de Leida Lera.  1997.
- Prótesis II. Aluminio, prótesis, video, ramas y raíces. Dimensiones variables. 1998.
- A Rastra. Aluminio, ramas y raíces. Dimensiones variables. 1999.
- Prosthesis III. Aluminio, arcilla, video proyección, ramas y raíces
- Las mismas vías, las mismas calles. Hierro: 3.90 x 2.40 x 1.00 m. S.f.

Exposiciones individuales
- Realidad Aparte. Galeria Astrid Paredes. Caracas, Venezuela. 1991.
- Reflexión Urbana. Sala de Arte de Sidor. Puerto Ordaz, Venezuela. 1995.
- Refugios. Museo de Arte Moderno Juan Astorga Anta. Mérida, Venezuela. 1995.
- Refugios. Museo de Arte Contemporáneo Sofía Ímber. Caracas, Venezuela. 1995.
- Refugios. Centro Cultural Lía Bermúdez. Maracaibo, Venezuela. 1996.
- Descarriados. Galería Ícono. Caracas, Venezuela. 1997.
- Segmentos. Jardines Universidad Simón Bolívar. Valle Sartenejas, Venezuela, 1997.
- Series Urbanas. FIAC. Caracas, Venezuela. 1998.
- Consecuencias. Sala Contraloría General de la República. Caracas Venezuela. 1999.
- Man & Man. Aldo Castillo’s Gallery. Chicago, Estados Unidos. 1999.
- Dos Mensajes. Melina Merkouri Cultural Center. Atenas, Grecia. 1999.
- Fugas. Fundación Provincial. Caracas, Venezuela. 1999.

Exposiciones Colectivas
- I Bienal Nacional de Arte, Museo Bellas Artes. Caracas, Venezuela. 1989.
- Salón Arte y Ciudad. Museo Alejandro Otero. Caracas, Venezuela. 1991.
- Trienal de Escultura Internacional. Osaka, Japón. 1992.
- III Bienal de Arte Colombo Venezuela. Mérida, Venezuela. 1994.
- Bienal de Barro de América. Museo de Arte Contemporáneo Sofía Ímber. Caracas, Venezuela. 1995.
- Salón Aragua. Museo de Arte Contemporáneo de Maracay. Mario Abreu, Aragua. 1996.
- Caballo de Troya. Museo Jacobo Borges, Caracas, Venezuela. 1997.
- XX Salón de Aragua, Maracay.  Edo. Aragua, Venezuela. 1997.
- The Chicago Solution Show Gallery on Lake. Estados Unidos. 2003.
- Arteamerica. Coconut Grove Convention Center. Miami, Estados Unidos. 2003.
- Volumina. Venezuelan Art Center. Nueva York, Estados Unidos. 2003.
- 9th Cairo International Biennale. Egipto. 2003.
- Artist’s Month. Chicago Culture Center Open Studios. Estados Unidos. 2004.
- Diáspora (Video arte digital). Chicago Latino Film Festival. Estados Unidos. 2004.
- War. Aldo Castillo Gallery. Chicago, Estados Unidos. 2004.
- Consejo Nacional de la Cultura (CONAC).
- Museo Alejandro Otero. Caracas, Venezuela.
- Liberty Mutual Seguros Caracas. Valencia, Venezuela.
- Fundación SIVENSA Caracas, Venezuela.
- Museo de Arte Contemporáneo de Caracas “Sofía Ímber”, Venezuela.
- Sidetur. Lara, Venezuela.
- Museo de Arte Moderno de Osaka. Japón
- Sivensa. Puerto Ordaz, Venezuela.
- Universidad Simón Bolívar. Sarteneja, Venezuela.
- Banco Mercantil. Caracas, Venezuela.
- Corporación Andina de Fomento (CAF). Venezuela
- Fundación Cultural Chacao. Venezuela.
- Banco Unión. Caracas, Venezuela.
- HIDROCAPITAL. Caracas, Venezuela.
- River East Art Center Chicago. Estados Unidos.
- Fundación Provincial. Caracas, Venezuela.
- Village of Lincolnwood. Skokie, Estados Unidos
- Prosthesis. Chicago Latino Film Festival. Estados Unidos. 2001.
- Diáspora. Chicago Latino Film Festival. Estados Unidos. 2004.
- Happily Ever After…  Hardcore Art contemporary. Miami, Estados Unidos. 2006.

Trabajos de Escala Urbana
- Multiversos. Av. Río de Janeiro, Las Mercedes. Caracas, Venezuela. 2014.
- Testigos. Autopista Caracas-La Guaira. Venezuela. 2014.
- Multiversos III. Cinta Costera III Panamá. 2014.

## Premios y Reconocimientos[1]
- Premio Universidad de Carabobo. Salón Arturo Michelena. Valencia, Venezuela. 1991.
- Primer Premio Salón Arte y Ciudad. MAO Ministerio de Cultura. Caracas, Venezuela. 1991.  Premio Especial Trienal Internacional de Escultura de Osaka.  Japón. 1992.
- Primer Premio Bienal Nacional de Arte de Puerto La Cruz. Venezuela. 1993.
- Gran Premio III Bienal de Arte Colombo/Venezuela. Mérida. 1994.
- Primer Premio de Escultura. Salón Aragua. Venezuela. 1996.
- Primer Premio Escultura Bienal Nacional de Puerto La Cruz. Venezuela. 1997.
- Primer premio Simposio de Escultura en Madera. Saint Pierre D´Chartruese, Francia. 1998.
- Premio UNESCO y AICA 7th Bienal Internacional de Arte. Cairo, Egipto. 1998.
- Reconocimiento de la Ciudad de Chicago por el Alcalde de Chicago, Richard Daley, Estados Unidos. 2008.
- Reconocimiento de la Alcaldesa Roxana Méndez de Panamá. Ciudad de Panamá. 2013.
- Reconocimiento Sociedad Civil Hijos del Parnaso. Premio Escultura Caracas Venezuela. 2013.
- Premio Encuentro Internacional de Escultura. Alcaldía Fuzhou, China. 2015
- Premio AICA (capítulo). Venezuela. 2018.